# فيس إيكتوه
فيس إيكتوه (بالهولندية: Feis Ecktuh) (اسمه الحقيقي: فيصل مسيح) (25 يناير 1986 – 1 يناير 2019) ويشتهر باسم «فيس» هو مغني راب وكاتب أغاني هولندي راحل.

## مقتله
قُتل بالرصاص ليلة الاحتفال بالسنة الجديدة 2019 في شارع بنيفيغ بمدينة روتردام في هولندا.

## روابط خارجية
- فيس إيكتوه على موقع ميوزك برينز (الإنجليزية)
- فيس إيكتوه على موقع ديسكوغز (الإنجليزية)